# 1500-Tonnen-Typ
Der 1500-Tonnen-Typ war ein U-Boot-Typ der französischen Marine. In der damaligen französischen Typklassifikation handelte es sich um Boote der 1. Klasse. Zwischen 1925 und 1939 wurden auf acht Werften 31 Boote in drei Baulosen gebaut. Der 1500-Tonnen-Typ war im Zweiten Weltkrieg der erfolgreichste und am häufigsten eingesetzte französische U-Boot-Typ.

## Konstruktionsmerkmale
Die Zweihüllenkonstruktion wurde 1922 entworfen und war das am meisten standardisierte U-Boot-Bauprogramm der französischen Marine in dieser Zeit. Die Hülle war für Tauchtiefen bis zu 80 m ausgelegt. Die Boote waren schnell und besaßen ausgezeichnete Manövriereigenschaften im getauchten Zustand. Die hohe Überwasserreichweite von 10.000 Seemeilen (18.520 km) erlaubte einen Einsatz im gesamten französischen Kolonialreich.

### Antrieb
Die Boote besaßen eine klassische Kombination aus jeweils zwei Diesel- und Elektromotoren, die zwei Propeller antrieben.
Die elektrische Antriebsleistung betrug 1000 PS. Getaucht konnte eine Höchstgeschwindigkeit von 10 kn (19 km/h) erreicht werden. Die Akkumulatoren erlaubten bei einer Geschwindigkeit von 5 kn (9 km/h) eine Unterwasserreichweite von 100 nm (185 km).
Die 31 Boote unterschieden sich, abgesehen von vernachlässigbaren Einzelheiten, lediglich in der Leistung der Dieselmotoren und der resultierenden Überwassergeschwindigkeit:
- Das erste Baulos wurde zwischen 1925[3] und 1934 gebaut und wird als Redoutable-Klasse[4] bezeichnet. Die Dieselmotoren hatten eine Leistung von 6.000 PS (4.474 kW). Die Boote fuhren über Wasser eine Höchstgeschwindigkeit von 17 kn (31 km/h).
- Das zweite Baulos wurde zwischen 1929 und 1937 gebaut und wird als L’Espoire-Klasse bezeichnet. Die Leistung der Dieselmotoren wurde auf 7.200 PS (5.369 kW) gesteigert. Die Höchstgeschwindigkeit über Wasser betrug 19 kn (35 km/h).
- Das dritte und letzte Baulos wurde zwischen 1931 und 1939 gebaut und wird als Agosta-Klasse[5] bezeichnet. Die Dieselmotoren wurden weiter vergrößert und erreichten eine Leistung von 8.600 PS (6.413 kW). Die Boote der Agosta-Klasse waren mit 20 kn (37 km/h) über Wasser die schnellsten U-Boote des 1500-Tonnen-Typs.

Ab 1941 wurden mehrere Boote umgebaut. Ein Teil der Tauchzellen wurde als zusätzlicher Brennstofftank genutzt. Die Fahrstrecke konnte durch den Umbau nahezu verdoppelt werden.

### Bewaffnung
Die Boote aller drei Klassen besaßen ursprünglich die gleiche Bewaffnung.
Die Boote waren mit einem 100-mm-Deckgeschütz bewaffnet. Für die Flugabwehr waren zwei 13,2-mm-Hotchkiss-Maschinengewehre in Einzellafetten montiert.
Die Torpedobewaffnung bestand aus neun 550-mm- und zwei 400-mm-Torpedorohren. Die größeren Rohre konnten über einen Adapter an die britischen 533-mm-Torpedos angepasst werden. Vier 550-mm-Rohre befanden sich intern nachladbar im Bug. Drei weitere waren in einem externen schwenkbaren Drillingssatz hinter dem Turm angeordnet. Die restlichen zwei 550-mm-Rohre waren gemeinsam mit den beiden 400-mm-Rohren in einem externen schwenkbaren Vierlingssatz im Heck verbaut. Die externen Rohre waren auf See nicht nachladbar. Die komplizierte Konstruktion der schwenkbaren Rohre war notwendig, weil die Steuerung damaliger französischer Torpedos sehr unzuverlässig war und mit den Rohren direkt auf das Ziel geschossen werden musste.
Ein Teil der auf alliierter Seite stehenden U-Boote wurde ab 1942 in Großbritannien und in den Vereinigten Staaten umgebaut. Die Luftabwehrbewaffnung wurde durch zwei 20-mm-Flugabwehrkanonen verstärkt. Des Weiteren wurden die 400-mm- und 550-mm-Torpedorohre im Heck ausgebaut und durch drei 533-mm-Rohre ersetzt, so dass aus dem Vierling ein Drilling wurde und sich die Gesamtzahl der großkalibrigen Torpedorohre auf 10 verringerte.

## Einsatzgeschichte
Vor dem Krieg gingen zwei U-Boote aufgrund von Unfällen verloren: Die Prométhée sank 1932 in heimischen Gewässern vor Fermanville während einer Testfahrt, die Phénix ging im Sommer 1939 während eines Manövers vor der Küste von Französisch-Indochina aus ungeklärten Gründen verloren. In beiden Fällen gab es beträchtliche personelle Verluste – beim Untergang der Prométhée starben 62 Seeleute, beim Verlust der Phénix kam die gesamte Besatzung von 71 Mann ums Leben. 
Zum Zeitpunkt der französischen Kriegserklärung an das Deutsche Reich am 3. September 1939 waren die Boote im gesamten französischen Einflussbereich vom Mutterland bis Indochina stationiert. Die meisten Boote befanden sich in den nordfranzösischen Häfen und operierten nach Kriegsbeginn gegen die deutsche Handelsschifffahrt. Der größte Erfolg war, als Poncelet am 28. September 1939 den deutschen Frachter Chemnitz (5.900 BRT) als Prise aufbrachte.
Im Juni 1940 erreichte die deutsche Wehrmacht die französischen Atlantikhäfen. Vier Boote befanden sich zu diesem Zeitpunkt in Brest zur Überholung in Werften und konnten nicht auslaufen. Die Besatzungen zerstörten die U-Boote, um sie dem deutschen Zugriff zu entziehen. Nach der Kapitulation Frankreichs am 22. Juni 1940 wurde ein Boot in Alexandria interniert und später auf freifranzösischer Seite eingesetzt. Das Boot ging nach gegenwärtigem Stand sehr wahrscheinlich infolge eines Minentreffers im Dezember 1943 (oder Anfang Januar 1944) verloren. Ein Boot wurde von einem deutschen U-Boot infolge einer Verwechslung versenkt. Drei weitere Boote wurden im Herbst 1940 vor der westafrikanischen Küste versenkt.
Die restlichen 21 U-Boote verblieben unter der Kontrolle des Vichy-Regimes. Eines dieser Boote wurde in Indochina stillgelegt.
Im Frühjahr 1942 besetzten die Briten die unter vichyfranzösischer Kontrolle stehende Kolonie Madagaskar (Operation Ironclad). Während der Kampfhandlungen wurden drei Boote von britischen Flugzeugen und Zerstörern versenkt.
Drei weitere Boote gingen während der Operation Torch durch alliierte Angriffe verloren, als im November 1942 anglo-amerikanische Einheiten in Französisch-Nordafrika landeten.
Als Reaktion auf die alliierte Invasion in Nordafrika besetzten die Deutschen auch Südfrankreich. Die Reste der französischen Flotte versenkten sich selbst, um eine Übernahme durch die Achsenmächte zu verhindern. Sieben Boote des Typs versenkten sich in Toulon selbst. Ein weiteres Boot wurde vor Cádiz (Spanien) selbst versenkt. Die Kriegsmarine und die italienische Marine hoben einige der versenkten Boote. Allerdings wurde lediglich die Henry Poincaré zur Reparatur nach Genua geschleppt und in FR 118 umbenannt. Über einen Einsatz unter italienischer Flagge ist nichts bekannt.
Die verbleibenden fünf Boote wurden von den Alliierten übernommen und überstanden den Krieg. Die Einheiten wurden zwischen 1946 und 1952 stillgelegt und aus den Flottenregistern gestrichen.

### Verluste
Zwei Boote gingen infolge von Unfällen noch vor Beginn des Zweiten Weltkrieges verloren. Ein ein weiteres Boot (Protée) galt lange als vermisst, mittlerweile und nach der Auffindung des Wracks (1995) wird aber mit großer Wahrscheinlichkeit ein Minentreffer vor Marseille als Verlustursache angenommen. Ein U-Boot (Sfax) wurde 1940 (irrtümlich) von den Deutschen versenkt. Zwölf U-Boote wurden selbst versenkt. Die Alliierten versenkten neun Boote. Lediglich sechs U-Boote überstanden den Krieg.
| Jahr | Unfall    | Vermisst | Selbstversenkt                                                                 | Feindeinwirkung (Alliiert)                                      | Feindeinwirkung (Achse) |
| ---- | --------- | -------- | ------------------------------------------------------------------------------ | --------------------------------------------------------------- | ----------------------- |
| 1932 | Prométhée |          |                                                                                |                                                                 |                         |
| 1939 | Phénix    |          |                                                                                |                                                                 |                         |
| 1940 |           |          | Achille, Agosta, Pasteur, Ouessant                                             | Persée, Poncelet, Ajax                                          | Sfax                    |
| 1942 |           |          | Achéron, L’Espoire, Fresnel, Poincaré, Pascal, Redoutable, Le Tonnant, Vengeur | Actéon, Bévéziers, Le Conquérant, Le Héros, Sidi Ferruch, Monge |                         |
| 1943 |           | Protée   |                                                                                |                                                                 |                         |

## Boote des Typs

### Redoutable-Klasse
Zwischen 1925 und 1934 wurden auf acht Werften insgesamt 19 U-Boote der Redoutable-Klasse gebaut:
| Boot       | Baunummer | Bauwerft                                      | Kiellegung | Stapellauf | Dienstbeginn | Dienstende | Bemerkung                                                                                        |
| ---------- | --------- | --------------------------------------------- | ---------- | ---------- | ------------ | ---------- | ------------------------------------------------------------------------------------------------ |
| Achéron    | Q 150     | At. & Ch. de la Loire, St. Nazaire            | 1927       | 1929       | 1932         | 1942       | In Toulon selbstversenkt.                                                                        |
| Achille    | Q 147     | Arsenal de Brest                              | 1928       | 1930       | 1933         | 1940       | In Brest selbstversenkt.                                                                         |
| Actéon     | Q 149     | At. & Ch. de la Loire, St. Nazaire            | 1927       | 1929       | 1931         | 1942       | Vor Oran (Algerien) von einem britischen Zerstörer versenkt.                                     |
| Ajax       | Q 148     | Arsenal de Brest                              | 1928       | 1930       | 1934         | 1940       | Vor Dakar (Senegal) von einem britischen Zerstörer versenkt.                                     |
| Archimède  | Q 142     | Chantiers Navals Francais, Caen               | 1927       | 1930       | 1932         | 1952       | Wechselte im November 1942 zu den Alliierten.                                                    |
| Argo       | Q 151     | At. & Ch. Dubigeon, Nantes                    | 1927       | 1929       | 1933         | 1946       | Wechselte im November 1942 zu den Alliierten.                                                    |
| Fresnel    | Q 143     | At. & Ch. de St. Nazaire-Penhoët, St. Nazaire | 1927       | 1929       | 1932         | 1942       | Vor Toulon selbstversenkt.                                                                       |
| Monge      | Q 144     | F. Chantier de la Méditerranée, La Seyne      | 1927       | 1929       | 1932         | 1942       | Vor Madagaskar von zwei britischen Zerstörern versenkt.                                          |
| Pascal     | Q 138     | Arsenal de Brest                              | 1926       | 1928       | 1931         | 1942       | In Toulon selbstversenkt.                                                                        |
| Pasteur    | Q 139     | Arsenal de Brest                              | 1926       | 1928       | 1932         | 1940       | In Brest selbstversenkt.                                                                         |
| Pégase     | Q 156     | At. & Ch. de la Loire, St. Nazaire            | 1928       | 1930       | 1932         | 1941       | In Saigon (Vietnam) stillgelegt.                                                                 |
| Persée     | Q 154     | Chantiers Navals Francais, Caen               | 1929       | 1931       | 1934         | 1940       | Vor Dakar / Senegal von zwei britischen Zerstörern versenkt.                                     |
| Phénix     | Q 157     | Chantiers Dubigeon, Nantes                    | 1928       | 1930       | 1932         | 1939       | Vor der Küste Französisch-Indochinas am 15. Juni 1939 unter ungeklärten Umständen gesunken.      |
| Poincaré   | Q 140     | Arsenal der Lorient                           | 1927       | 1929       | 1931         | 1942       | Vor Toulon selbstversenkt. Von Italienern gehoben und in FR. 118 umbenannt.                      |
| Poncelet   | Q 141     | Arsenal de Lorient                            | 1927       | 1929       | 1932         | 1940       | Vor Gabun von einer britischen Sloop versenkt.                                                   |
| Prométhée  | Q 153     |                                               |            |            |              | 1932       | Vor Cherbourg bei einem Tauchunfall gesunken.                                                    |
| Protée     | Q 155     | F. Chantier de la Méditerranée, La Seyne      | 1928       | 1930       | 1932         | 1943       | Vermisst im Winter 1943/44, sehr wahrscheinlich Minentreffer vor Marseille. Wrack 1995 gefunden. |
| Redoutable | Q 136     | Arsenal de Cherbourg                          | 1925       | 1928       | 1931         | 1942       | In Toulon selbstversenkt.                                                                        |
| Vengeur    | Q 137     | Arsenal de Cherbourg                          | 1926       | 1928       | 1931         | 1942       | In Toulon selbstversenkt.                                                                        |

### L’Espoire-Klasse
Zwischen 1929 und 1937 wurden auf fünf Werften insgesamt sechs Boote der L’Espoire-Klasse gebaut.
| Boot          | Baunummer | Bauwerft                                      | Kiellegung | Stapellauf | Dienstbeginn | Dienstende | Bemerkung                                                          |
| L’Espoire     | Q 167     | Arsenal de Cherbourg                          | 1929       | 1931       | 1934         | 1942       | In Toulon selbstversenkt.                                          |
| Le Centaure   | Q 169     | Arsenal de Brest                              | 1930       | 1932       | 1935         | 1952       | Wechselte im November 1942 zu den Alliierten.                      |
| Le Conquérant | Q 171     | At. & Ch. de la Loire, St. Nazaire            | 1930       | 1934       | 1936         | 1942       | Vor Ad-Dakhla (Westsahara) von amerikanischen Flugbooten versenkt. |
| Le Glorieux   | Q 168     | At. & Ch. de St. Nazaire-Penhoët, St. Nazaire | 1930       | 1931       | 1934         | 1952       | Wechselte im November 1942 zu den Alliierten.                      |
| Le Héros      | Q 170     | Arsenal de Brest                              | 1930       | 1932       | 1934         | 1942       | Vor Madagaskar von britischen Flugzeugen versenkt.                 |
| Le Tonnant    | Q 172     | F. Chantier de la Méditerranée, La Seyne      | 1931       | 1934       | 1937         | 1942       | Vor Cádiz (Spanien) selbstversenkt.                                |

### Agosta-Klasse
Zwischen 1931 und 1939 wurden auf zwei Werften insgesamt sechs Boote der Agosta-Klasse gebaut.
| Boot         | Baunummer | Bauwerft                           | Kiellegung | Stapellauf | Dienstbeginn | Dienstende | Bemerkung                                                        |
| ------------ | --------- | ---------------------------------- | ---------- | ---------- | ------------ | ---------- | ---------------------------------------------------------------- |
| Agosta       | Q 178     | Arsenal de Cherbourg               | 1931       | 1934       | 1937         | 1940       | In Brest selbstversenkt.                                         |
| Bévéziers    | Q 179     | Arsenal de Cherbourg               | 1932       | 1935       | 1937         | 1942       | Vor Madagaskar von britischen Flugzeugen versenkt.               |
| Ouessant     | Q 180     | Arsenal de Cherbourg               | 1932       | 1936       | 1939         | 1940       | In Brest selbstversenkt.                                         |
| Sidi Ferruch | Q 181     | Arsenal de Cherbourg               | 1932       | 1937       | 1939         | 1942       | Vor Casablanca (Marokko) von amerikanischen Flugzeugen versenkt. |
| Sfax         | Q 182     | At. & Ch. de la Loire, St. Nazaire | 1931       | 1934       | 1936         | 1940       | Vor Tarfaya (Marokko) von deutschem U-Boot irrtümlich versenkt.  |
| Casabianca   | Q 183     | At. & Ch. de la Loire, St. Nazaire | 1931       | 1935       | 1937         | 1952       | Wechselte im November 1942 zu den Alliierten.                    |